# シーナ (映画)
『シーナ』（sheena）は1984年のアメリカ合衆国の映画。タニア・ロバーツ主演。監督はジョン・ギラーミン。

## 概要
1930年代後半のアメリカン・コミックス『ジャングルの女王シーナ』の映画化作品。公開時には、本作のコミカライズ版がマーベルコミックスから公開されている。
タニア・ロバーツが演じる女性版ターザンのシーナが近代文明に戦いを挑む。本物の調教した動物タレントの猛獣と近代兵器による迫力あるアクション作品である。低予算かつ内容は低評価であったが本物の猛獣によるアクションは高い評価を得た。
製作のポール・アラトウによると、原作コミックでのシーナは絶滅危惧種の殺害や人種差別的な描写など「コンセプトが絶望的に時代遅れ」だったため、シーナが公開時（1980年代）の現代的な女性像になるよう独自の解釈を加えた上で映画化したという。

## ストーリー
事故で両親を失った幼い白人の美少女シーナは村の女祈祷師に引き取られ美しきジャングルの女王へと成長。悪の近代文明と手を組んだ部族らと村を守るべく対決する。その時、シーナはアフリカを訪れたヴィク・ケイシーという男と知り合い初めての恋を知る。

## キャスト
※括弧内は日本語吹替（テレビ版・初回放送1989年1月22日『日曜洋画劇場』）
- シーナ：タニア・ロバーツ（高島雅羅）

ジャングルの女王。両親は地質学者。元は事故で両親を失った幼い白人の少女だった。弓を巧みに使い、動物をテレパシーで動かせる。善良だがジャングル育ちだけに一般常識がなく、ケイシーの前で躊躇なく全裸になった。
- ヴィク・ケイシー：テッド・ワス（安原義人）

TV米記者。下品な性格ではなくケイシーが全裸になっても、如何わしい考えを全く持たなかった。
- フレッチ：ドノヴァン・スコット（石丸博也）

カメラマン。肥満体。
- オトワニ：トレヴァー・トーマス（樋浦勉）

ジャバラニの弟。
- シャーマン：エリザベス・オブ・トロ（藤夏子）

女祈祷師。小さかったシーナを女王になると予言した。その後、シーナを育てる。シーナからも慕われている。亡くなるさいにシーナに友の大切さと運命を説いた。
- ザンダ：フランス・ゾブダ（鈴木弘子）
- ジャバラニ：クリフトン・ジョーンズ（阪脩）

ディゴラ国の王。暗殺される。
- ジョーゲンセン：ジョン・フォージハム （筈見純）
- ボル：エロール・ジョン
- ジュカ：シルベスター・ウィリアムズ
- グリザード：ボブ・シャーマン
- フィリップ：マイケル・シャノン
- ベッツィー：ナンシー・ポール
- ワッドマン：ニック・ブリンブル

## スタッフ
- 監督：ジョン・ギラーミン
- 製作：ポール・アラトウ
- 製作総指揮：ヨーラム・ベン＝アミ
- 原作：S・M・アイジャー
- 原案：デヴィッド・ニューマン、レスリー・スティーヴンス
- 脚本：デヴィッド・ニューマン、ロレンツォ・センプル・ジュニア
- 撮影：パスクァリーノ・デ・サンティス
- プロダクションデザイン：ピーター・マートン
- 美術：マルコム・ミドルトン
- 編集：レイ・ラヴジョイ
- 音楽：リチャード・ハートレイ

### 日本語版
- 演出：松川陸
- 翻訳：宇津木道子
- 制作：ニュージャパンフィルム

## 地上波放送履歴
| 回数  | テレビ局   | 番組名             | 放送日         | 吹替版       |
| ----- | ---------- | ------------------ | -------------- | ------------ |
| 初回  | テレビ朝日 | 日曜洋画劇場       | 1989年1月22日  | テレビ朝日版 |
| 2回目 | テレビ朝日 | 日曜洋画劇場       | 1990年5月6日   | テレビ朝日版 |
| 3回目 | フジテレビ | ゴールデン洋画劇場 | 1992年11月28日 | テレビ朝日版 |
| 4回目 | フジテレビ | ゴールデン洋画劇場 | 1999年2月27日  | テレビ朝日版 |
| 5回目 | テレビ東京 | 午後のロードショー | 2002年9月26日  | テレビ朝日版 |
| 6回目 | テレビ東京 | 午後のロードショー | 2004年3月30日  | テレビ朝日版 |
| 7回目 | テレビ東京 | 午後のロードショー | 2008年6月25日  | テレビ朝日版 |
| 8回目 | テレビ東京 | 午後のロードショー | 2010年6月22日  | テレビ朝日版 |
| 9回目 | テレビ東京 | 午後のロードショー | 2012年5月7日   | テレビ朝日版 |